# 音根別川
音根別川 (おんねべつがわ、ロシア語:Тятина) は、北海道国後郡留夜別村を流れる河川である。この河川は国後島にあるため、ロシア連邦が実効支配をしている。

## 概要
国後島の円山と爺爺岳に水源をもち、南千島海峡に流れ込んでいる川となっている。河川の長さは18km、流域面積は80km2となっている。
- 日本の地名の場合
  - 水源・流域
    - 北海道根室振興局国後郡留夜別村

  - 河口
    - 北海道根室振興局国後郡留夜別村乳呑路
- ロシアの地名の場合
  - 水源・流域
    - ロシア連邦サハリン州南クリル管区

  - 河口
    - ロシア連邦サハリン州南クリル管区